# 薬王寺 (ふじみ野市)
薬王寺（やくおうじ）は、埼玉県ふじみ野市にある曹洞宗の寺院。

## 歴史
創建年代は不明である。当初は天台宗の寺院であったが、その後無住（住職不在）となってしまった。江戸時代初期、一邦昌朔によって中興された。一邦昌朔は現在の富士見市にある長谷寺の第4世住職であり、そのときに曹洞宗の寺となった。
第5世住職の厳周は、現在の水天宮公園のあたりにあった「赤沼池」の改修工事を自費で行い、池の中の島に弁財天社（現在は「厳島神社」に改称）を祀ったという。

## 文化財
- 薬師如来像（ふじみ野市指定有形文化財 昭和47年6月1日指定）[2]

## 交通アクセス
- ふじみ野駅より徒歩30分。